# 金香里
金 香里（キム ヒャンリ、1990年5月26日 - ）は、日本で活動する韓国国籍の声優。大阪府出身。

## 来歴
青二塾大阪校27期卒業。かつては青二プロダクション、アニモプロデュースに所属していた。現在はフリー。

## 人物
国籍は韓国。趣味は、作曲、映画鑑賞、音楽鑑賞、ダンス、料理、ギター。特技は、歌唱、ピアノ、アルトサックス、バドミントン、関西弁、韓国語。

## 出演

### テレビアニメ
2011年
- BLOOD-C（女）
- ONE PIECE（2011年 - 2014年、女性客、女性、子供、女、観客）

2012年
- プリティーリズム・ディアマイフューチャー（シユン）

2013年
- アイカツ!（女子アナ）
- PSYCHO-PASS サイコパス（女子学生）
- 聖闘士星矢Ω（城戸沙織〈赤子〉、母親、子供）
- たまゆら〜もあぐれっしぶ〜
- ちびまる子ちゃん（2013年 - 2014年、店員1、男の子）
- プリティーリズム・レインボーライブ（小鳥遊おとぎ）
- 勇者になれなかった俺はしぶしぶ就職を決意しました。（女性アナウンス）

2014年
- 暴れん坊力士!!松太郎（女事務員）
- 金色のコルダ Blue♪Sky（女子生徒、女子、少年）
- ドラゴンボール改（2014年 - 2015年、観客、女、おばさん、女の子）
- ハイキュー!!（アヤ）
- 魔法戦争（スリーマンセル女魔法使い、ウィザードブレスの魔法使い、母親、女子生徒、キャメロットの魔女）
- モモキュンソード（店員）

2015年
- パンチライン（ミヤ子）
- ワールドトリガー（2015年 - 2021年、人見摩子） - 2シリーズ

2018年
- 博多豚骨ラーメンズ（アナウンス、女性店員）
- アイドリッシュセブン（2018年 - 2020年、女子中学生A、愛の友人） - 2シリーズ
- アンゴルモア 元寇合戦記（迅三郎の妻）

2019年
- スター☆トゥインクルプリキュア（英語教師、ノットレイ、みずがめ座のスタープリンセス）
- 遊☆戯☆王VRAINS（パンドール）
- かつて神だった獣たちへ（ハンク / 潘律人〈少年〉）
- BEM

2020年
- 呪術廻戦（男の子）
- ソーラー・オポジット（ジェシー）

### 劇場アニメ
- ONE PIECE FILM Z（2012年）
- 劇場版 プリティーリズム・オールスターセレクション プリズムショー☆ベストテン（2014年、シユン）
- ドラゴンボールZ 復活の「F」（2015年）
- 映画 スター☆トゥインクルプリキュア 星のうたに想いをこめて（2019年、女性アナウンサー）

### Webアニメ
- 美少女戦士セーラームーンCrystal（2014年、ゆみこ[6]、人々）

### ゲーム
2012年
- アーシャのアトリエ 〜黄昏の大地の錬金術士〜
- プリティーリズム（シユン）
- モンスター烈伝 オレカバトル（スフク / スフク・ナイル、女帝メドゥーサ）

2013年
- マブラヴ オルタネイティヴ トータル・イクリプス

2014年
- 影牢 〜ダークサイド プリンセス〜（ライラ）
- 討鬼伝 極（オビト）

2015年
- オトカ♥ドール（リリカ）
- デジモンストーリー サイバースルゥース（タイガーヴェスパモン）

2020年
- 聖闘士星矢 ライジングコスモ（暗黒の司祭）

### ドラマCD
- 絶叫城殺人事件（レミ）

### 朗読CD
- 恐怖怪談 オウマガトキ 其之七 （妻、女の子）

### 吹き替え

#### 映画
- X-MEN:ダーク・フェニックス（女性飛行士1[8]）
- グレイマン[9]
- ザ・ファイブ・ブラッズ（ハノイ・ハンナ〈ヴェロニカ・グゥ〉）
- パーフェクト・デート ※Netflix
- ブラック・ウィドウ（イングリッド〈ナンナ・ブロンデル〉[10]）

#### ドラマ
- 運命のサラン
- ザ・ラウデスト・ボイス-アメリカを分断した男-（ローリー・ルーン〈アナベル・ウォーリス〉[11]）
- Reboot ガーディアン・コード（シャリ）

### ナレーション
- 世界まる見え!DX特別版
- NOGIBINGO!3
- 女子高生ミスコン

### CM
- Panasonic「メガホンヤク」

### ネットラジオ
- WALLOP「hyangriのひんやりチャンネル」

## ディスコグラフィ

### キャラクターソング
| 発売日         | 商品名                                                                                      | 歌  | 楽曲             | 備考                                                           |
| -------------- | ------------------------------------------------------------------------------------------- | --- | ---------------- | -------------------------------------------------------------- |
| 2012年12月19日 | プリティーリズム・ディアマイフューチャー プリズム☆ソングコレクション Life is Just a Miracle | P&P | 「サンキュッ!!」 | テレビアニメ『プリティーリズム・ディアマイフューチャー』挿入歌 |